# K.A. Ekström & sons kopparslageri
K.A. Ekström & sons kopparslageri senare  Ekström & son grundades den 16 september 1896 av kopparslagaregesällen Hjalmar Ekström. Företaget flyttade till Kristianstad 1904 och var först beläget på söder vid lastageplatsen. 1937 flyttade företaget till Näsby på Industrigatan 1. Företaget växte med tillverkning för bränneri och bryggeriindustrin och blev en ledande tillverkare av kolonner för sprit och petrokemisk industri. 2017 gick företaget i konkurs men återbildades som en del av en annan koncern men redan efter tre år gick företaget åter i konkurs 2020.

## Historia
Hjalmar Ekström drev företaget ensam till 1904 då han anställde brodern Karl Adrian Ekström i firman. 1904 flyttade bolaget till Kristianstad. Företaget tillverkade till en början hushållskärl av koppar för matlagning. 1918 slutade Hjalmar Ekström i firman och brorsonen K.G. Ekström tog vid i ledningen av företaget. Firman fick då namnet Ekström & Son som den sedan hette. Företaget flyttade till Näsby 1937 och växte sedan kraftigt. Nästa tillverkningsområde för bolaget blev kärl för bryggeriindustrin och brännerier. Bolaget specialiserade sig senare på tryckkärl, kolonner, kondensatorer och värmeväxlare med höga krav på motståndskraft korrosion.

## Företagets produktion
Företaget presenterade i Sverige Industrikalender 1947 som kopparslageri och mekanisk verkstad. Tillverkare av kok- och destillationsapparater, bryggeripannor, apparater för kemisk industri, kopparrörledningar och plåtrör för pappersbruk. Antal industrarbetare var 47 och bolagets tillverkningsvärde 700,000 kr. I samma kalender framgår att företaget tillverkade bryggericisterner, jäskar, brännapparater, cisterner, destillationsapparater, kokare, rektifikationsapparater och satskylare. samt indunstningsapparater för lut och förvärmare. Ekström & son levererade sin första destillationskolonn 1926 och har sedan tillverkat till fabriker för konstgödning, ammoniak, syra, sprängmedel. Produkterna ska klara höga temperaturer och korrosiva miljöer. Man levererade till kväve och syntesgasindustrin i Norden. Material i dessa anläggningar bestod av högnickellegeringar, titan och zirkonium. Tubsatser som ersättning för trasiga och reparationer med kort varsel har ingått i produktionen. Företaget tillverkade avancerade värmeväxlare till Kina för processer med höga krav på konstruktionen. Inom energisektorn hade Ekström & Son stora kraftproducenter som kunder. Det är inom olika områden som biobränsle, kärnkraft och fjärrkyla som företaget levererat produkter. Ekström & son levererade till den första kärnreaktorn som togs i bruk i Sverige redan på 1960-talet och senare levererade företaget kärl och värmeväxlare till denna industri. Inom  fjärrvärme och fjärrkyla har Ekström & Son 2006 konstruerat en värmeväxlare för produktion av kylt vatten för fjärrkyla åt företaget Fortum Värme som är samägt mellan Fortum och Stockholms stad. Denna  värmeväxlare vägde över 80 ton, diametern var över 2 meter och längden över 15 meter och det var en av de  största värmeväxlare företaget levererade  till kraftindustrin. Smart Loop är ett system för smarta energisystem, Smart Loop minskar underhållningsbehovet av plattvärmeväxlare och ökar effekten på energisystem. Inom biobränsleproduktion tillverkade företaget flera typer av processtekniska apparater. Företaget levererade apparater för Göteborg Energis förgasning av biomassa (GoBiGas). Ekström & Son  levererade också utrustning till Lantmännen Agroetanol i Norrköping men viktigaste kunder har oljebolag varit för inblandning av biobränsle i bensin och diesel.

### Olja & Gas, petrokemi och pappersindustri
Företaget hade i kolonner, tankar och värmeväxlare en stor produkt som levererades till raffinaderier i Norden och mellersta Östern. Anläggningar med stora krav på kvalitet i tillämpningar med kylning av havsvatten var också en produkt. 2015 levererades en 50 meter lång kolonn till ett svenskt raffinaderi. Ekström & Son levererade avancerad utrustning 2009/2010 till en större petrokemisk anläggningar för syntetiska bränslen utanför Europa. Efter denna leverans har företaget fortsatt att leverera fler apparater av samma slag. 2015 leverades scrubbers och separatorer för den norska off-shore verksamheten. Det krävs stort termiskt kunnande för att lyckas optimera en design på denna som kan täcka alla de driftsfall som värmeväxlaren utsätts för under sin livslängd. Svensk pappers- och massaindustrin har ett effektivt energiutnyttjande och utbyggnaden under tiden efter andra världskriget gav Ekström & son med kunskaper om värmeprocesser uppdrag då företagen ville optimera energiutbytet. Sveriges pappersbruk har installerat Smart Loop backspolningsventiler och behovet av korta stopp för att rensa plattvärmeväxlare har försvunnit. Kortare backspolning några gånger per dygn har löst problemet.

### Läkemedel och livsmedel
Aqva.Nova  är ett svenskt företag som tillverkar processutrustning för framställning av absolut rent vatten. Aqva Novas kunder är ledande läkemedelsföretag såsom Sanofi i Frankrike som tillverkar vacciner och andra injektionsläkemedel. Livsmedelsindustrin har behov av luftvärmare och det kan spara energi. Novo Nordisk Engineering var också kund hos Ekström & Son vid leverans till en läkemedelsfabrik i Danmark.

## AB K.A. Ekström & Son går i konkurs
Ekström & Son hade 76 anställda 2016 vilket var  en ökning med 3 personer sedan 2015. Bolaget var ett aktiebolag sedan 1992. Företaget försattes i konkurs den 11 augusti 2017.  Ekström & Son omsatte det brutna räkenskapsåret 2015/2016 cirka 137 miljoner kronor med 76 anställda. Moderbolag för Ekström & Son var Kärrberg Engineering. K A Ekström & Son var under rekonstruktion januari till juli 2017. Rekonstruktionen var lyckad enligt Lennart Kärrberg, men konkursen blev ändå resultatet en månad senare. Vid konkursen hade bolaget cirka 60 anställda. Systerbolaget Ramab Rör & Apparatmontage drabbades samtidigt av konkurs. Ramab i Knislinge omsatte 2015/2016 cirka 54 miljoner kronor med 26 anställda. Ramab utförde även konstruktion och tillverkning av värmeväxlare. Orsaken till konkursen var ett stort projekt, tillverkning av en komplicerad värmeväxlare för export, Projektet genererade stora  förluster. 
Konkursförvaltaren Peter Öfverman på Ackordscentralen  i Malmö drev verksamheten vidare 2017 för att hitta ny ägare. Verksamheten lades ut till försäljning efter genomgång av alla tillgångar, order och alla skulder. Konkursförvaltaren vill sälja inom fyra till sex veckor. Även systerbolaget Ramab har samma konkursförvaltare. 2015/2016 redovisade Ramab vinst på 783 000 kronor. Ramab hade då haft tre förlustår och 2014/2015 var förlusten så stor som 6,5 miljoner kronor. Kärrberg Engineering hade köpt företaget 2014. Ramab ingick i innan dess i industrigruppen Vinovo. Koncernen Kärrberg Engineering har också bolagen Kärrberg Welding samt Ekström & Son Engineering som inte försatts i konkurs.

### Ekström & Son i ny regi
Ekström & Son blev sålt och ingick sedan efter konkursen 2017 i ViFlow Group. I gruppen ingick även systerföretaget Örnalp Unozon AB. Ekström & son fortsatte producera värmeväxlare, tryckkärl och processutrustning avsedda för höga tryck och krävande användningsområden. Den 6 oktober 2020 gick företaget K.A. Ekström & Son AB åter i konkurs. K.A. Ekström & Son AB nygrundades år 2017 efter konkursen 2017. Företaget rapporterade en omsättning på 52,5 miljoner kronor i sitt bokslut 2019 med en vinst på 1 miljon kronor. Bolaget hade då 29 personer anställda.

## Miljöutredning av företaget
AB Ekström & Son har bedrivit sin verksamhet på Industrigatan 1( fastigheten Cementen 8 på Näsby) sedan år 1937. Före 1937 var verksamheten kopparslageri och mindre  mekanisk verkstad. Det är oklart exakt var företaget var lokaliserat före 1937. 
Verksamheten på företaget var metallbearbetning, kemisk eller elektrolytisk ytbehandling av metall eller plast samt vattenbaserad avfettning. De huvudsakliga arbetsprocesserna i verksamheten var den mekaniska bearbetningen som bestod av fräsning, slipning, vattenskärning, bockning, klippning och betning (avsnitt metallindustri) samt svetsning av stål. Företaget verksamhet har expanderat och anpassats till modernare villkor. Produktion förbrukade mellan 700-1500 ton svart eller rostfritt stål per år. Kemikalieanvändningen var i huvudsak betkemikalier, skärvätskor, hydraulolja, smörjolja samt fordonsbränsle. Tidigare hade man även eldningsolja i cistern ovan mark. Eldningsolja har ofta orsakat för föroreningar i mark med transporter och påfyllning av cisterner som riskmoment. Hela användningen av kemikalier samt hur dessa kemikalier har hanterats och förvarats är inte redovisat och situationsplan över kemikalianvändningen saknas. Verksamheten har vad gäller reningsmetoder och användningen av kemikalier har anpassats till lagstiftningen. Rening av processvatten kan med ineffektiva metoder för rening ha lett till föroreningar. Företaget redovisade att processavloppsvattnet under senare tid renats internt innan det släpps vidare till dagvattnet. Tidigare  släpptes vattnet till det kommunala avloppsvattnet. 
Verksamhetsområdet det vill säga företaget industritomt omfattar 19000 m2 och ligger på industrimark. Markförhållandena i området är täta jordarter. Detta bekräftas av SGU:s jordartskarta  från 2015 då lera dominerar det översta lagret. Närmsta bostadsbebyggelsen finns på ett avstånd av 75 m. Verksamheten ligger på område klassat som vattenskyddsområde enligt Naturvårdsverket 2015. Fabrikens dagvattensystemet mynnar ut i det så kallade stordiket och rinner sedan ut i Hammarsjön. Avstånd till recipienten  beräknades vara ungefär tre km till Hammarsjön. Föroreningarnas potentiella skadlighet bedömdes vara hög eftersom betkemikalier, skärvätska, och eldningsolja har denna klassning. Föroreningsnivån i byggnader och anläggning har i rapporten  angetts som minst “måttlig” eftersom det är okänt hur kemikalierna har hanterats. Verksamheten har pågått lång tid och byggnader har inte rivits enligt företagets inventerings uppgifter. Föroreningsnivån i mark uppskattas av rapporten som “låg” liksom föroreningsnivån i grundvatten och ytvatten. Markens låga genomsläpplighet (lera)  och utspädningseffekten i ytvattnet bedöms hav varit stor. Risken att föroreningar i mark och grundvatten bedömdes som “små”. Spridning till ytvatten är trolig eftersom processvattnet avletts till det kommunala ledningsnätet och vidare ut i Hammarsjön. Känslighet i byggnad/anläggning samt i ytvatten bedömdes som liten. Mark/grundvatten har stor känslighet och stort skyddsvärde då verksamheten ligger i ett vattenskyddsområdet. Bedömningen av känslighet och skyddsvärde baseras på markanvändning inklusive framtida markanvändning enligt detaljplan. Inventeringen har inte föreslagit någon riskklass. Studien En kvalitetsgranskning av inventeringar enligt MIFO  bedömer riskklass till 3 utifrån material och efter diskussion med personal på miljö- och hälsoskyddskontoret.  Begäran av komplettering av uppgifter görs innan kommunen gör sin slutgiltiga riskklassning. Riskklass tre förutsätter att företaget inte använt klorerade lösningsmedel.